# Eiroku

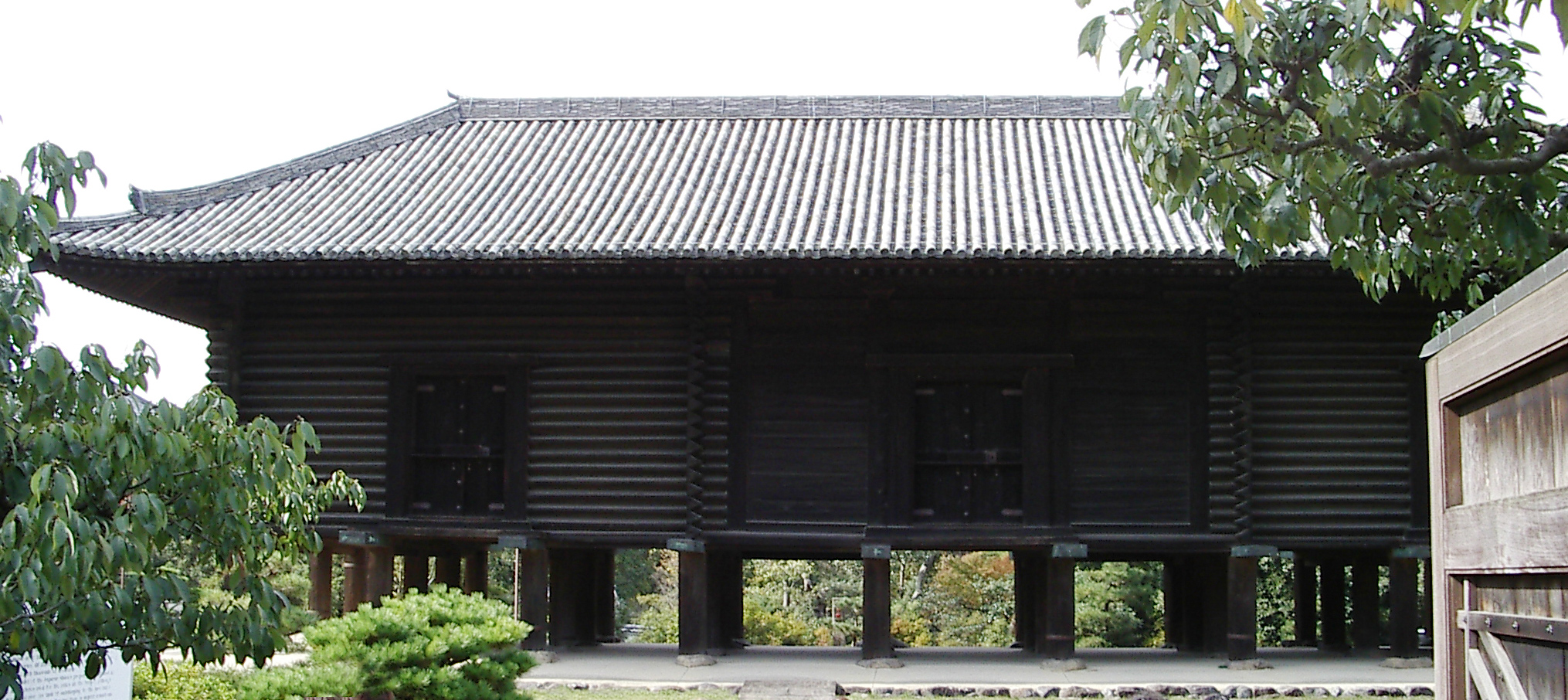
Shōsōin

Eiroku (永禄) era el nom d'una era japonesa (年号, nengō, lit. ‘nom d'any’), que va des del Període Kōji fins abans del Període Genki. Aquest període s'estenia des de febrer de 1558 fins a abril de 1570. L'emperador que regnava era Ōgimachi-tennō (正親町天皇).

## Canvi d'era
- 1558 Eiroku gannen (永禄元年): El nom de l'era va ser canviat per marcar l'entronització de l'Emperador Ogimachi. L'era prèvia es va acabar i en va començar una de nova el Kōji 4, en el dia 28è del segon mes.

## Esdeveniments de l'eraEiroku
- 12 de juny de 1560 (Eiroku 3 del cinquè mes): Batalla d'Okehazama.
- 1560 (Eiroku 3, 1r mes): Ōgimachi va ser proclamat emperador. La cerimònia de coronació va ser pagada per Mōri Motonari i altres persones.[3]
- 1560 (Eiroku 3, del 5è mes): Imagawa Yoshimoto va dirigir les seves forces armades a la província de Suruga contra Owari; i a la Batalla d'Okehazama (桶狭間の戦い,, Okehazama-no-tatakai), la lluita va ser contra Oda Nobunaga.[3]
- 1564 (Eiroku 7): Nobunaga atacà el Castell d'Inabayama però va ser vençut.[4]
- 1567 (Eiroku 10, 8è mes): Nobunaga va vèncer el clan Saito.[4][5]
- 1568 (Eiroku 11, 2n mes): Ashikaga Yoshihide va esdevenir shogun.[6]
- 1568 (Eiroku 11, 9è mes): El shogun Yoshihide morí per una malaltia contagiosa.[6]